# Сан-Хосе-де-Паре
Сан-Хосе-де-Паре (исп. San José de Pare) — город и муниципалитет в центральной части Колумбии, на территории департамента Бояка. Входит в состав провинции Рикаурте.

## История
Поселение, из которого позднее вырос город, было основано в 1780 году.

## Географическое положение

Муниципалитет Сан-Хосе-де-Паре

Город расположен в северо-западной части департамента, в гористой местности Восточной Кордильеры, к востоку от реки Суарес, на расстоянии приблизительно 54 километров к северо-западу от города Тунха, административного центра департамента. Абсолютная высота — 1532 метра над уровнем моря.
Муниципалитет Сан-Хосе-де-Паре граничит на северо-востоке с территорией муниципалитета Сантана, на востоке — с муниципалитетом Читараке, на юго-востоке — с муниципалитетом Тогуи, на юге — с муниципалитетом Моникира, на северо-западе и западе — с территорией департамента Сантандер. Площадь муниципалитета составляет 74 км².

## Население
По данным Национального административного департамента статистики Колумбии, совокупная численность населения города и муниципалитета в 2015 году составляла 5221 человек.
Динамика численности населения муниципалитета по годам:
| 2005 | 2006 | 2007 | 2008 | 2009 | 2010 | 2011 | 2012 | 2013 | 2014 | 2015 |
| ---- | ---- | ---- | ---- | ---- | ---- | ---- | ---- | ---- | ---- | ---- |
| 5719 | 5680 | 5639 | 5595 | 5548 | 5500 | 5449 | 5395 | 5340 | 5281 | 5221 |

Согласно данным переписи 2005 года мужчины составляли 53,1 % от населения Сан-Хосе-де-Паре, женщины — соответственно 46,9 %. В расовом отношении белые и метисы составляли 99,9 % от населения города; негры, мулаты и райсальцы — 0,1 %.
Уровень грамотности среди всего населения составлял 82,8 %.

## Экономика
41,4 % от общего числа городских и муниципальных предприятий составляют предприятия торговой сферы, 31,1 % —предприятия сферы обслуживания, 27,1 % — промышленные предприятия, 0,4 % — предприятия иных отраслей экономики.

## Транспорт
Через город проходит национальное шоссе № 45А (исп. Ruta Nacional 45А).